# 0 (número)
O zero (0) é um número e também um algarismo usado para representar número nulo no sistema de numeração. Desempenha um papel central na matemática como a identidade aditiva dos números inteiros, dos números reais e de muitas outras estruturas algébricas. Como dígito, 0 é usado como um espaço reservado nos sistemas de valores locais.

## Etimologia
O vocábulo zero foi introduzido na língua portuguesa a partir do francês zéro, pelo vêneto zero que, assim como a palavra cifra, veio do italiano zefiro, através do latim medieval zephirum, via ṣifr ou ṣafira (tradução árabe do sânscrito śūnya).
Na época pré-islâmica, a palavra ṣifr (em árabe: ﺻﻔﺮ) tinha o significado de "vazio" ou "nada".. Por volta de 600 a.C. os indianos criaram a noção de zero, adotada pelos árabes. Ṣifr passou a significar zero, ao ser usado para traduzir o śūnya (em sânscrito: शून्य) dos hindus.
No século XIII (13), o matemático Leonardo Fibonacci (c. 1170–1250), conhecido por introduzir o sistema decimal na Europa, ao transcrever do árabe ṣifr, usou o termo zephyrum, que se tornou zefiro em italiano, subsequentemente contraído em zero na língua veneziana. A palavra italiana zefiro (do latim e grego zephyrus), literalmente "vento oeste", já existia, e pode ter influenciado a ortografia na transcrição do árabe ṣifr. No latim medieval ṣifr foi transcrito como cifra.  O primeiro registro na língua inglesa foi em 1598.

## História
Refere-se que a origem do zero somente ocorreu em três povos: babilônios, hindus e maias. Na Europa, a definição do símbolo zero ocorreu durante a Idade Média, após a aceitação dos algarismos arábicos, que foram divulgados no continente europeu por Leonardo Fibonacci. Esta descoberta representou na época um paradoxo, pois era difícil imaginar a quantificação e a representação do nada, do inexistente. Alguns consideram o zero como sendo uma das maiores invenções da humanidade, pois abriu espaço para a criação de todas as operações matemáticas que são conhecidas atualmente.
A representação gráfica do zero demorou cerca de 400 anos para ser incorporada ao sistema decimal hindo-arábico de numeração. Definir graficamente um símbolo para o zero foi de extrema importância para se poder posicionar precisamente os dígitos que formam qualquer número desejado, tanto em um sistema numérico decimal, quanto no uso do ábaco, que representava o zero como sendo uma casa vazia. Originalmente o zero, representado como uma casa vazia, foi o maior avanço no sistema de numeração decimal. Portanto, o zero evoluiu de um vácuo para uma casa vazia ou a um espaço em branco para enfim transformar-se em um símbolo numérico usado pelos hindus e pelos árabes antigos. No início dos anos de 1600, ocorreu uma importante modificação no formato da grafia do décimo número ou do zero, que inicialmente era pequeno e circular “o” evoluindo para o atual formato oval “0” o que possibilitou sua distinção da letra “o” minúscula ou da “O” maiúscula.
Na literatura matemática atual, o significado do valor do zero é usado como se não houvesse nenhum valor numérico ou substancial propriamente dito e também desempenha papel chave da notação necessária ao sistema decimal, em que o zero muitas vezes surge como um guardador de lugar (para diferenciar, por exemplo, números como 52 de 502, de 5002, etc), e para expressar todos os números com nove dígitos, do um ao nove e o zero como o décimo numeral.
Mas é importante frisar que, nos conjuntos numéricos, os números foram surgindo com a necessidade, através das operações com seus elementos. Exemplo: ao operar 2 - 3, chegou-se ao número negativo -1. Como só se conheciam os números N*, houve a necessidade de se criar um novo conjunto, os dos Z*. Assim, ao se operar 1 - 1, houve a necessidade de se representar o vazio e incluí- lo nos conjuntos. Assim os naturais e, como não dizer, todos os conjuntos numéricos estavam completos (já que um conjunto é completo quando ele é fechado para determinada operação). Existem criaturas não-humanas que podem entender o conceito altamente abstrato de zero.

## Propriedades
Para qualquer número real {\displaystyle x}, tem-se {\displaystyle x+0=0+x=x} e também {\displaystyle x-0=x}. Além disso, se {\displaystyle x\neq 0} então {\displaystyle x^{0}=1}. Por outro lado, não se define a "divisão" {\displaystyle x/0}.

## Matemática

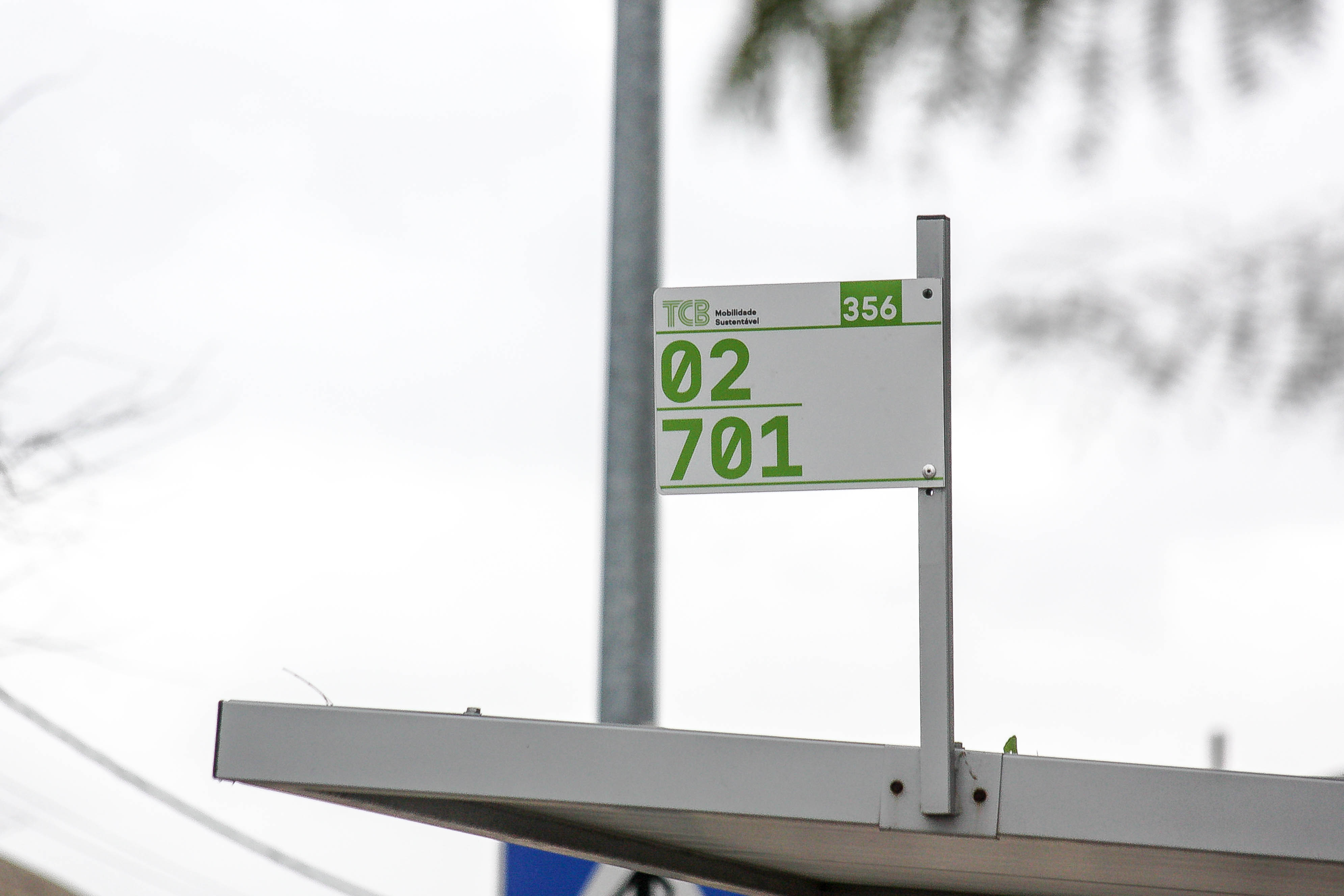
Zero à esquerda na carreira de ónibus "", anteriormente designada apenas "2".

0 é o número inteiro imediatamente anterior a 1. Zero é um número par porque é divisível por 2 sem resto. 0 não é positivo nem negativo, ou ambos positivo e negativo. Muitas definições inclui 0 como um número natural, caso em que é o único número natural que não é positivo. Zero é um número que quantifica uma contagem ou uma quantidade de tamanho nulo. Na maioria das culturas, 0 foi identificado antes que a ideia de coisas negativas (ou seja, quantidades menores que zero) fosse aceita.
Como um valor ou um número, zero não é o mesmo que o dígito zero, usado em sistemas numéricos com notação posicional. Posições sucessivas de dígitos têm pesos maiores, então o dígito zero é usado dentro de um numeral para pular uma posição e dar pesos apropriados aos dígitos anteriores e seguintes. Um dígito zero nem sempre é necessário em um sistema de número posicional (por exemplo, o número 02). Em alguns casos, um zero à esquerda pode ser usado para distinguir um número.

### Álgebra elementar
O número 0 é o menor inteiro não negativo. O número natural após 0 é 1 e nenhum número natural precede 0. O número 0 pode ou não ser considerado um número natural, mas é um inteiro e, portanto, um número racional e um número real (bem como um número algébrico e um número complexo).
O número 0 não é positivo nem negativo e geralmente é exibido como o número central em uma reta numérica. Não é um número primo nem um número composto. Não pode ser primo porque tem um número infinito de fatores e não pode ser composto porque não pode ser expresso como um produto de números primos (já que 0 deve ser sempre um dos fatores). Zero é, entretanto, par (ou seja, um múltiplo de 2, bem como um múltiplo de qualquer outro número inteiro, racional ou real)
A seguir estão algumas regras básicas (elementares) para lidar com o número 0. Essas regras se aplicam a qualquer número real ou complexo x, a menos que indicado de outra forma.
- Adição: x + 0 = 0 + x = x. Ou seja, 0 é um elemento de identidade (ou elemento neutro) em relação à adição.
- Subtração: x − 0 = x e 0 − x = −x.
- Multiplicação: x · 0 = 0 · x = 0.
- Divisão: ⁠0/x⁠ = 0, para diferente de zero x. Mas ⁠x/0⁠ é indefinido, porque 0 não tem inverso multiplicativo (nenhum número real multiplicado por 0 produz 1), uma consequência da regra anterior.
- Exponenciação: x0 = ⁠x/x⁠ = 1, exceto que o caso x = 0 pode ser deixado indefinido em alguns contextos. Para todos os reais positivos x, 0x = 0.

A expressão ⁠0/0⁠, que pode ser obtido na tentativa de determinar o limite de uma expressão da forma ⁠f(x)/g(x)⁠ como resultado da aplicação do operador lim independentemente a ambos os operandos da fração, é uma chamada "forma indeterminada". Isso não significa simplesmente que o limite procurado seja necessariamente indefinido; em vez disso, significa que o limite de ⁠f(x)/g(x)⁠, se existir, deve ser encontrado por outro método, como a regra de l'Hôpital.
A soma de 0 números (a soma vazia) é 0, e o produto de 0 números (o produto vazio) é 1. O fatorial 0! avalia como 1, como um caso especial do produto vazio.

### Outros ramos da matemática
- Na teoria dos conjuntos, 0 é a cardinalidade do conjunto vazio: se alguém não tiver jabuticabas, terá 0 jabuticabas. Na verdade, em certos desenvolvimentos axiomáticos da matemática a partir da teoria dos conjuntos, 0 é definido como o conjunto vazio. Quando isso é feito, o conjunto vazio é a atribuição cardinal de von Neumann para um conjunto sem elementos, que é o conjunto vazio. A função de cardinalidade, aplicada ao conjunto vazio, retorna o conjunto vazio como um valor, atribuindo a ele 0 elementos.
- Também na teoria dos conjuntos, 0 é o menor número ordinal, correspondendo ao conjunto vazio visto como um conjunto bem ordenado.
- Na lógica proposicional, 0 pode ser usado para denotar o valor verdade falso.
- Na álgebra abstrata, 0 é comumente usado para denotar um elemento zero, que é um elemento neutro para adição (se definido na estrutura em consideração) e um elemento absorvente para multiplicação (se definido).
- Na teoria da rede, 0 pode denotar o elemento inferior de uma rede limitada.
- Na teoria das categorias, 0 às vezes é usado para denotar um objeto inicial de uma categoria.
- Na teoria da recursão, 0 pode ser usado para denotar o grau de Turing das funções computáveis parciais.

### Termos matemáticos relacionados
- Um zero de uma função f é um ponto x no domínio da função tal que f (x) = 0. Quando há um número finito de zeros, eles são chamados de raízes da função. Isso está relacionado a zeros de uma função holomórfica.
- A função zero (ou mapa zero) em um domínio D é a função constante com 0 como seu único valor de saída possível, ou seja, a função f definida por  f (x) = 0 para todo x em D. A função zero é a única função que é par e ímpar. Uma função zero particular é um morfismo zero na teoria das categorias; por exemplo, um mapa zero é a identidade no grupo aditivo de funções. O determinante em matrizes quadradas não invertíveis é um mapa de zero.
- Vários ramos da matemática têm zero elementos, que generalizam ou a propriedade 0 + x = x, ou a propriedade 0 · x = 0, ou ambas.